# Big Jake
Big Jake ist ein 1971 entstandener Western mit John Wayne in der Titelrolle. Es war die letzte Kino-Regie des Genreveteranen George Sherman und ein moderater finanzieller Erfolg.

## Handlung
Im Jahr 1909 wird die gewaltige, nahe der Grenze zu Mexiko gelegene Ranch von Martha McCandles überfallen. Der Bandit John Fain richtet mit seiner Bande ein Blutbad an und entführt den Enkel der seit neun Jahren von ihrem Mann Jacob alias Jake getrennt lebenden Besitzerin, um ein Lösegeld in Höhe von einer Million Dollar einzufordern. Da ihr viel am Leben des Knaben liegt, schlägt sie die Hilfsangebote der Army und der Texas-Rangers aus und lässt stattdessen Jacob benachrichtigen. Als dieser am Bahnhof eintrifft, erwartet ihn neben Martha auch sein vorlauter wiewohl daraufhin zurechtgewiesener Sohn James; später gesellt sich auch noch der jüngere Sohn Michael auf seinem Motorrad dazu. Dieser hat die Schurken erspäht und schlägt den ebenfalls anwesenden Rangers eine sofortige Aktion zur Befreiung des Burschen vor. Jacob hält nichts von den neumodischen Gefährten (die Rangers nutzen Automobile der Marke Reo Motor Car Company) und sammelt zu Pferde erst einmal seinen indianischen Kumpel Sam Sharpnose ein, dessen Sehkraft – wie seine eigene – nicht mehr die beste ist.
Der Hinterhalt der Rangers schlägt fehl, weil Fains übler Haufen schon früher auf die Auflauerungsidee gekommen war; fortan setzt Jacob die Verfolgung nur mit Sharpnose, den beiden Söhnen sowie seinem Hund Dog fort. Der Ritt nach Mexiko wird von allerlei Reibereien speziell auf Vater-Sohn-Ebene begleitet, derweil Fain den Trupp ebenso beobachtet wie andere Schurken, die von der enormen Lösegeldsumme angelockt wurden. Tatsächlich kommt es in Escondero zu einer bewaffneten Auseinandersetzung, die aber von den darauf vorbereiteten McCandles-Leuten gewonnen wird. Bei dieser Gelegenheit entdecken James und Michael allerdings, dass in der vom Vater mitgeführten Truhe keine Banknoten, sondern nur Papierschnipsel lagern. Zur Rede gestellt, erklärt Jacob seinem Nachwuchs, dass er und Martha gemeinsam diese Idee hatten – ein äußerst riskantes Vorgehen, da Fain unmissverständlich klargestellt hatte, den Neunjährigen zu töten, sollte seine Forderung unerfüllt bleiben.
Wenig später taucht das Bandenmitglied Pop Dawson im Hotel auf, um den McCandles-Trupp zur Übergabestelle zu geleiten, eine abgeschiedene Hazienda außerhalb von Escondero. Obwohl Fain gut präpariert ist und mit einem Scharfschützen von einem Glockenturm aus das nächtliche Geschehen fest im Griff zu haben scheint, wird er von Jacob und seinen Mitstreitern – speziell der ebenfalls mit einem Präzisionsgewehr ausgestattete Michael – doch überrascht und schlussendlich überwältigt. Nur Sharpnose und der Hund bezahlen das alle Halunken eliminierende Gefecht mit ihrem Leben. Danach können drei McCandles-Generationen den Heimritt antreten.

## Synchronisation
Die Deutsche Fassung entstand bei der Ultra-Film Synchron GmbH Berlin. Dialogbuch und Regie lagen in den Händen von Josef Wolf.
| Darsteller          | Rolle                      | Sprecher           |
| ------------------- | -------------------------- | ------------------ |
| John Wayne          | Jacob McCandles „Big Jake“ | Arnold Marquis     |
| Richard Boone       | John Fain                  | Wolfgang Lukschy   |
| Maureen O’Hara      | Martha McCandles           | Tilly Lauenstein   |
| Patrick Wayne       | James McCandles            | Michael Chevalier  |
| Christopher Mitchum | Michael McCandles          | Thomas Danneberg   |
| Bruce Cabot         | Sam Sharpnose              | Klaus W. Krause    |
| Bobby Vinton        | Jeff McCandles             | Norbert Langer     |
| Glenn Corbett       | O’Brien, aka Breed         | Christian Brückner |
| John Doucette       | Texas Ranger Buck Duggan   | Konrad Wagner      |
| Jim Davis           | Anführer des Lynchmobs     | Joachim Nottke     |
| John Agar           | Bert Ryan                  | n.n.               |
| Harry Carey Jr.     | Pop Dawson                 | Hans Wiegner       |
| Gregg Palmer        | John Goodfellow            | n.n.               |
| Virginia Capers     | Delilah                    | Erna Haffner       |
| Bill Walker         | Moses Brown                | Herbert Weißbach   |
| John McLiam         | Armeeoffizier              | n.n.               |
| Bernard Fox         | schottischer Schäfer       | Peter Schiff       |
| Jim Burk            | Trooper                    | Hans Nitschke      |
| Dean Smith          | James William 'Kid' Duffy  | n.n                |
| Ethan Wayne         | Little Jake McCandles      | Steffen Müller     |
| Hank Worden         | Hank                       | Knut Hartwig       |
| Tom Hennesy         | Mr. Sweet                  | Hans Walter Clasen |
| Robert Warner       | Will Fain                  | n.n.               |
| Jeff Wingfield      | Billy Devries              | n.n.               |
| Everett Creach      | Walt Devries               | n.n.               |
| Jerry Gatlin        | Stubby                     | Peter Schiff       |

## Besonderheiten
Big Jakes Sohn James und sein Enkel werden von John Waynes Söhnen Patrick und Ethan Wayne gespielt. Big Jakes Sohn Michael wird von Robert Mitchums Sohn Christopher gespielt.
Big Jake ist nicht nur der letzte gemeinsame Film von John Wayne und Bruce Cabot, deren gemeinsame Filme bis auf das Jahr 1947 zurückgehen (Der schwarze Reiter (1947)), sondern auch der letzte der gemeinsamen Filme mit der von John Wayne überaus wertgeschätzten Filmpartnerin Maureen O’Hara. Beide gemeinsam haben u. a. auch in Rio Grande, Der Sieger und MacLintock Ehepaare verkörpert.

## Kritiken
- Joe Hembus nennt Big Jake einen „ungewöhnlich blutigen John-Wayne-Film“.[2] Phil Hardy konstatiert, dem Film fehle die Ökonomie von Shermans früheren Filmen. Das Ergebnis sei „ein mittelmäßiger Film, ein Haufen Schlägereien, aber ohne Sinn und Zweck.“[3]

- Lexikon des internationalen Films: „Breiter, sorgfältig inszenierter Western mit einigen parodistischen Zügen und unterschwelliger Bejahung der Selbstjustiz.“[4]